# 公爵城堡

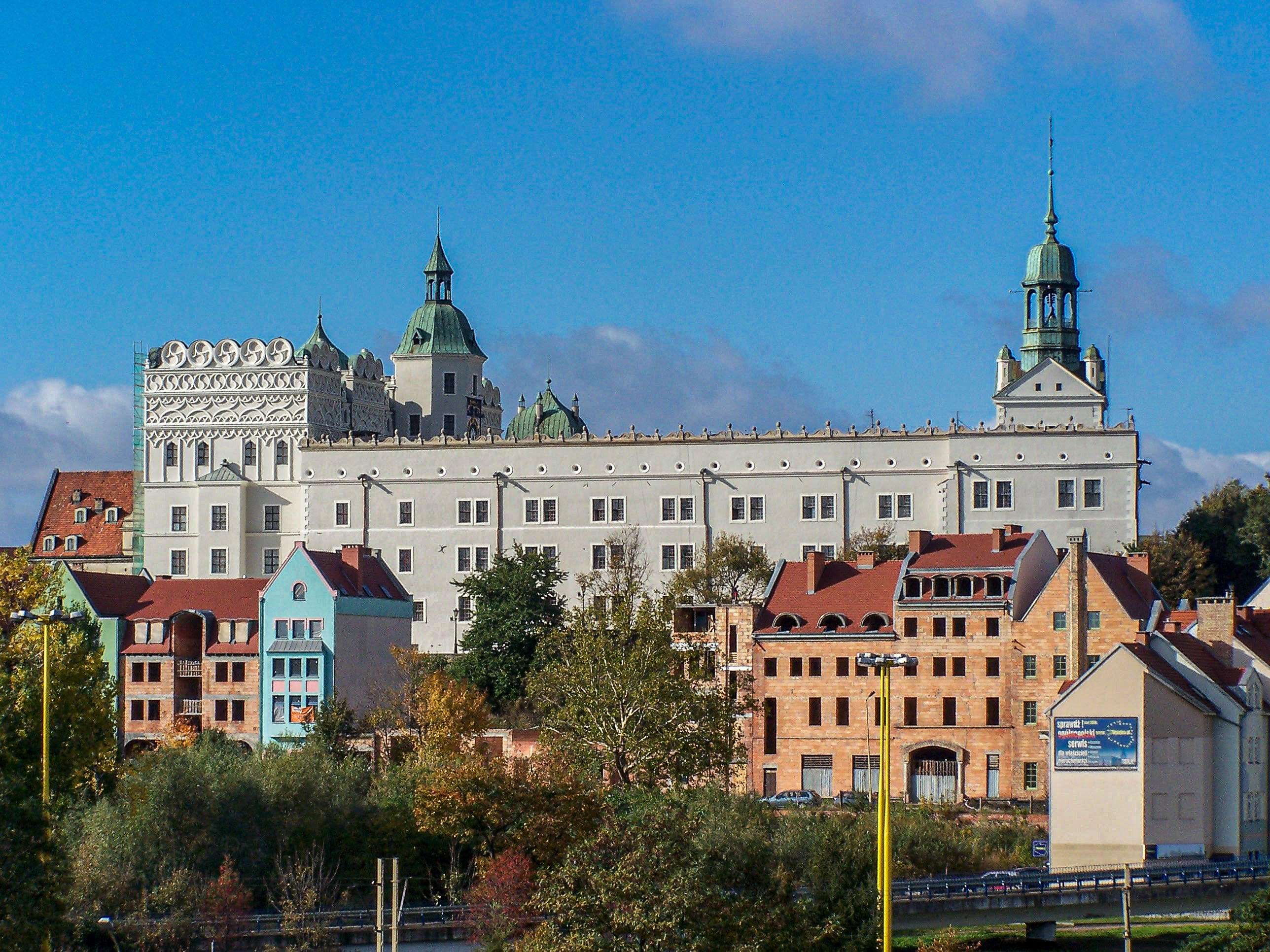
公爵城堡

公爵城堡（Ducal Castle）是位於波蘭城市什切青的一座城堡建築，曾是波美拉尼亞-斯特汀公爵的住所，凯瑟琳大帝与符腾堡的索菲·多萝西亚（保罗一世的第二任妻子）的故乡。城堡始建於1346年。1573年至1582年期間，城堡進行重建。大北方戰爭之後，公爵城堡由普魯士所有。

## 外部連結
- Official website（页面存档备份，存于）
- Spherical panoramas of the Castle

53°25′34″N 14°33′37″E / 53.42611°N 14.56028°E